# 青花朵蓮梵文大杓
青花朵蓮梵文大杓是明朝永樂年間的官窯作品，是傳世唯一一件永樂時期的瓷質大勺，現存於臺北國立故宮博物院。
此器由「青花朵蓮梵文大杓」和「紫檀木鵝形托座」共同組成。

## 青花朵蓮梵文大杓

### 年代
此器燒製於明朝永樂年間（西元1403－1424年）。
明初景德鎮正式設立御器廠，逐漸取代了龍泉窯的地位，奠定了此後五百年景德鎮官窯的規模和制度。此外，明朝官窯開始在瓷器上書寫皇帝年號，也成為往後官窯瓷器的典型。

### 形制
總長33.5公分、寬8.8公分，器呈杓形，勺口寬而深，長柄細長，前寬後窄，從外觀來看應當屬於食器；然而以一般湯匙來說，該器尺寸較大，且裝飾華美，因此也有人推測該器為一祭器。全杓胎體輕薄、修胎工整，除了口緣一圈無釉以外，內外皆滿釉，因此可推知為覆燒製成。

#### 內壁

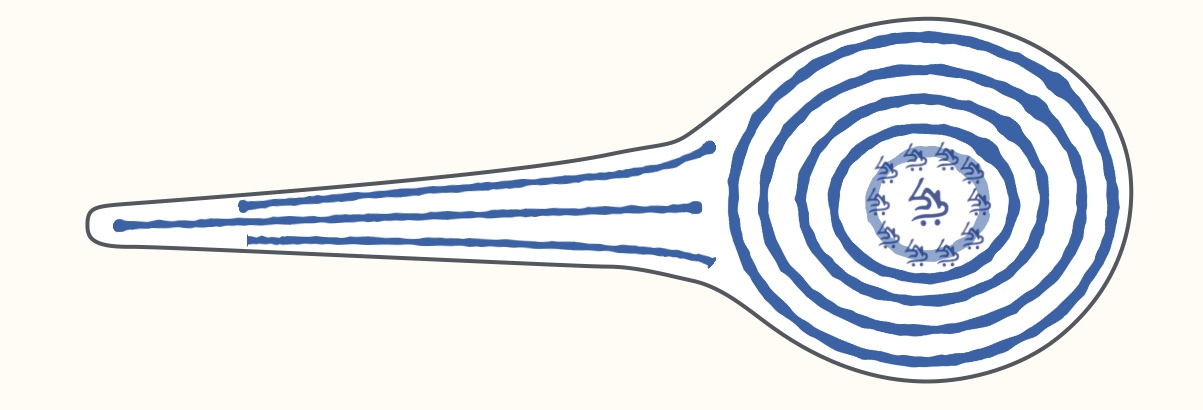
青花朵蓮梵文大杓內壁（以線條代替梵文的分佈）

器內滿書青花兰札文種子字，又稱「一字真言」。以瓢心為中心，繪製一種子字，外圍由少到多環繞種子字五圈。杓柄的部分總共三行橫向的種子字，中間一行較長，兩側稍短。「種子字」是梵文中對諸佛的代稱，每一尊佛、菩薩等都有其各自的種子字。

#### 外壁

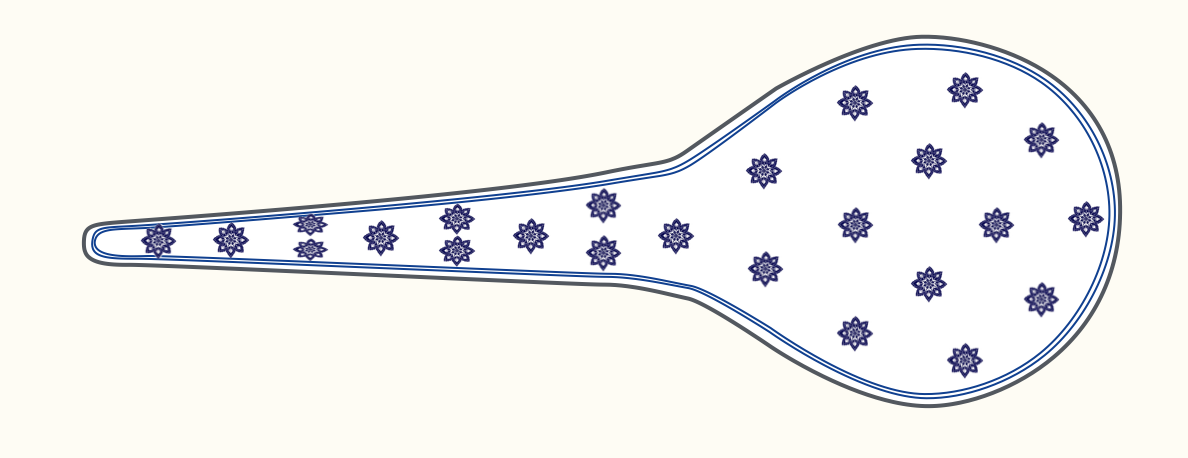
青花朵蓮梵文大杓內壁（蓮花紋樣非真實還原，僅排列位置可供參考）

外壁以青花沿著杓子的形狀繪製青線二道，並於外壁空白處以散點式分布繪製24朵折枝朵蓮，其分佈為杓瓢底心四朵，排列成一菱形，菱形外以十朵圍繞成一圈；杓柄頂端一朵，下方則三朵一組排列成「品」字形共三組九朵。

### 塗料
此器使用永樂、宣德時期青花常使用的「蘇勃泥青」（又名蘇麻離青）當作青料，可見於史料：
- 明 王士懋《窺天外乘》：「永樂、宣德內府燒造，迄今為貴。其時以鬃眼甜白為常，以蘇麻離青為飾，以鮮紅為寶。」
- 明 王士性《廣志繹》：「宣窯以青花勝，成窯以五彩。宣窯之青，真蘇勃泥青也，成窯時皆用盡。」
- 明 高濂《燕閒清賞箋》：「宣窯之青，乃蘇勃泥青也。」
- 明 陳繼儒《妮古錄》：「宣廟窯器，選料、制樣、畫器、題款，無一不精。青花用蘇勃泥青。」

蘇勃泥青成色濃豔，色爽而不鮮，青中泛綠，深沉的藍中帶點紫，散暈在瓷器胎釉之間，其複雜的成色表現，與元代強調書法入畫、筆墨趣味的品味不謀而合，因而受到喜愛。此種青料的成分是氧化鈷（CoO）加上少量氧化鐵（Fe2O3），在高溫的作用之下，氧化鐵會聚集，在釉下沈澱為不規則狀的深色結晶斑點。此外，蘇勃泥青容易暈散，因此多用來繪製花、紋飾等，較少人物畫。
蘇勃泥青的出現， 有一種說法是當時明成祖（永樂帝）為了擴大疆域版圖，派遣三寶太監鄭和（1371年9月23日－1433年）出使西洋，以大量的瓷器以及絲綢、鐵器、金屬貨幣為出口物，刺激了中國瓷器的生產，同時帶回蘇勃泥青，成為永樂青花的特色。而在此過程中，為了迎合海外市場的需求，景德鎮開始改變「宋瓷尚雅，元瓷尚白」的傳統，大量投入青花瓷器的生產中。
在耿寶昌先生所著《明清瓷器鑑定》一書中也曾提到：
|  | 「暈散與結晶斑，是青料粗糲所致，如以強光照射可明顯看出，結晶斑實際上就是青料中斑斑塊塊呈顆料狀的鏽斑，原因極有可能是因鐵質高所致。青料粗糲，也極有可能是造成暈散和結晶斑的原因。暈散和結晶斑，本來就是一種缺陷。上世紀八十年代至九十年代中期，景德鎮禦器廠明永樂、宣德曾出土大量實物標本，其中因暈散過重或呈色過於深重，常常是被廢棄或淘汰的主要原因之一，也說明了這一點。」 |

### 梵文
明朝開國皇帝朱元璋是元朝末年兩大宗教之一的紅巾軍，因此，明朝建立之後，為了鞏固政權，一方面希望透過佛教、道教的力量來達到社會的安定，希望藉此打壓摩尼教、白蓮教與彌勒教等宗教組織再度變成反朝廷的起事軍；一方面訂定嚴格的佛道教教規法事儀軌，嚴禁僧道參政並且限制其弘法，使得佛教脫離廣大信眾，成為皇權的一部分。因此，明代自永樂開始一直到明末，官窯瓷器上常見以梵文作為裝飾，意為受佛庇護吉祥之義。景德鎮珠山遺址也曾出土一件同形的大勺，經推測，此類帶有種子字和朵蓮的瓷質大勺可能是皇室的宗教用器，而外壁散點式分布的朵蓮，也和永樂時期佛經上的裝飾相似。

## 紫檀木鵝形托座

### 年代
清代乾隆（1711年9月25日－1799年2月7日）

### 形制
紫檀木鵝形托座以兩塊木頭相連接，上方是一隻原木雕挖而成的鵝，蹲坐於下方翻捲的荷葉之上，全器作鵝蹲坐荷葉狀。此托座雕工精巧，可以看見鵝毛、眼睛、腳蹼和荷葉的莖脈線，而鵝背內則刻有「乾隆御玩」一行四字楷書及「≡（乾）」、「隆」兩刻印文。在《詩經·伐檀》中寫到「坎坎伐檀兮，置之河之干兮……」，顯示出紫檀在春秋戰國即為一種名貴木材，而到了清代，紫檀受到皇帝特別重視，成為宮廷用木的指定首選。
乾隆在位時，常常為各式器物訂做木盒、木托、多寶格等容器，其中玉器佔了多數。元代玉器中常見「春水玉」，以補鵝為母題，旁邊加上荷葉、荷花等，反映北方遊牧民族的遊獵生活。因此，紫檀木鵝托座的獨特造型，也有可能是受到元代玉器的影響。